# Puertos de Pineda
Los Puertos de Pineda son unos pastos alpinos estivales en la cordillera Cantábrica, en la vertiente cántabra de las montañas septentrionales de La Pernía, limítrofes del parque natural Montaña Palentina y con el mediodía de Liébana, en España. Se extienden desde la falda de la Peña Bistruey a la de Peña Larzón. En su zona más alta hubo majada y cabañas ganaderas. Se accede hasta ellos por una pista forestal desde la localidad palentina de Casavegas, pasando por el puerto de Sierras Albas, o del pueblo cántabro de Caloca. La pista pasa a la vertiente sur de la sierra por el valle del arroyo Pineda, hasta llegar al río Carrión 12 km aguas abajo de su nacimiento en la laguna de Fuentes Carrionas.